# Kosewo Górne
Kosewo Górne (niem. Ober Kossewen, 1938–1945 Oberrechenberg) – wieś w Polsce, w województwie warmińsko-mazurskim, w powiecie mrągowskim, w gminie Mrągowo. W latach 1975–1998 miejscowość administracyjnie należała do województwa olsztyńskiego.
Do 2023 miejscowość była częścią wsi Kosewo.
Miejscowość położona nad jeziorem Kuc. Znajduje się tu Stacja Agroekologiczna Polskiej Akademii Nauk OB w Kosewie Górnym która na powierzchni 330 ha prowadzi hodowlę jeleni, danieli, łosi, muflonów, koników polskich oraz koni Przewalskiego. Stacja znajduje się pod opieką Ogrodu Botanicznego PAN w Warszawie.

## Historia
Wieś powstała w wyniku separacji gruntów, w dokumentach wymieniana w 1886 r. pod nazwą Ober Kossewen. W Kosewie Górnym zbudowano szkołę jednoklasową, do której w 1935 r. uczęszczało 47 dzieci. W 1938 r., ówczesne władze niemieckie w ramach akcji germanizacyjnej zmieniły urzędową nazwę wsi na Oberrechenberg.
W okresie powojennym w znacznej części wyludniona z uwagi na wyjazdy mieszkańców na teren dzisiejszych Niemiec. W 1973 r. wieś należała do sołectwa Kosewo. Grunty wsi przejęte zostały w większości do zasobu Państwowego Funduszu Ziemi, a w 1980 przekazane w użytkowanie Zakładowi Doświadczalnemu Polskiej Akademii Nauk w Baranowie. W 1984 rozpoczęto na nich tworzenie pierwszej w Polsce doświadczalnej fermy jeleniowatych. Pierwsze zwierzęta zasiedlono w 1986 roku. Od 1991 roku ferma włączona w strukturę Instytutu Parazytologii PAN jako Stacja Badawcza tej placówki naukowej. Utrzymywane jest kilkaset zwierząt; głównie daniele, jelenie europejskie i jelenie sika. W 1998 uruchomiono muzeum prezentujące eksponaty związane z biologią i hodowlą różnych gatunków z rodziny jeleniowatych.